# Seleção Marroquina de Voleibol Feminino
A seleção marroquina de voleibol feminino é uma equipe do continente africano, composta pelas melhores jogadoras de voleibol de Marrocos. É mantida pela Federação Real Marroquina de Voleibol (FRMVB). Encontra-se na 47ª posição do ranking mundial da FIVB segundo dados de setembro de 2021.